# Ercole e Anteo (Baldung)
Ercole e Anteo (in tedesco Herkules und Antäus) è un quadro ad olio dipinto nel 1531 dall'artista tedesco Hans Baldung. Nel 1892 è stato donato da Edward Habich alla Gemäldegalerie Alte Meister di Kassel, in Germania, dove si conserva tuttora.

## Descrizione
L'opera ritrae lo scontro all'ultimo sangue tra l'eroe barbuto Ercole e il gigante Anteo, che ebbe luogo nel corso dell'undicesima fatica di Ercole, il furto delle mele delle Esperidi. Anteo aveva sfidato e battuto tutti gli stranieri che passavano da quelle parti, ammazzandoli tutti, in quanto era invincibile finché rimaneva a contatto con sua madre, Gaia (la Terra). Perciò, Ercole lo sollevò da terra e lo uccise soffocandolo con le sue braccia.
Nel quadro si vede il sangue che scorre dall'orecchio di Anteo. La zampa incongrua della pelle di leone di Ercole è un'aggiunta successiva: all'inizio del secolo diciassettesimo non era raro che degli artisti intervenissero tramite delle ridipinture sui quadri tedeschi del secolo precedente. I corpi nudi dei due personaggi occupano buona parte della composizione verticale e si stagliano davanti a uno sfondo scuro, come i personaggi di altre composizioni dell'artista di quel periodo. Le muscolature dei personaggi devono molto ai nudi scultorei dureriani.